# Wojciech Skibiński (1929–2016)

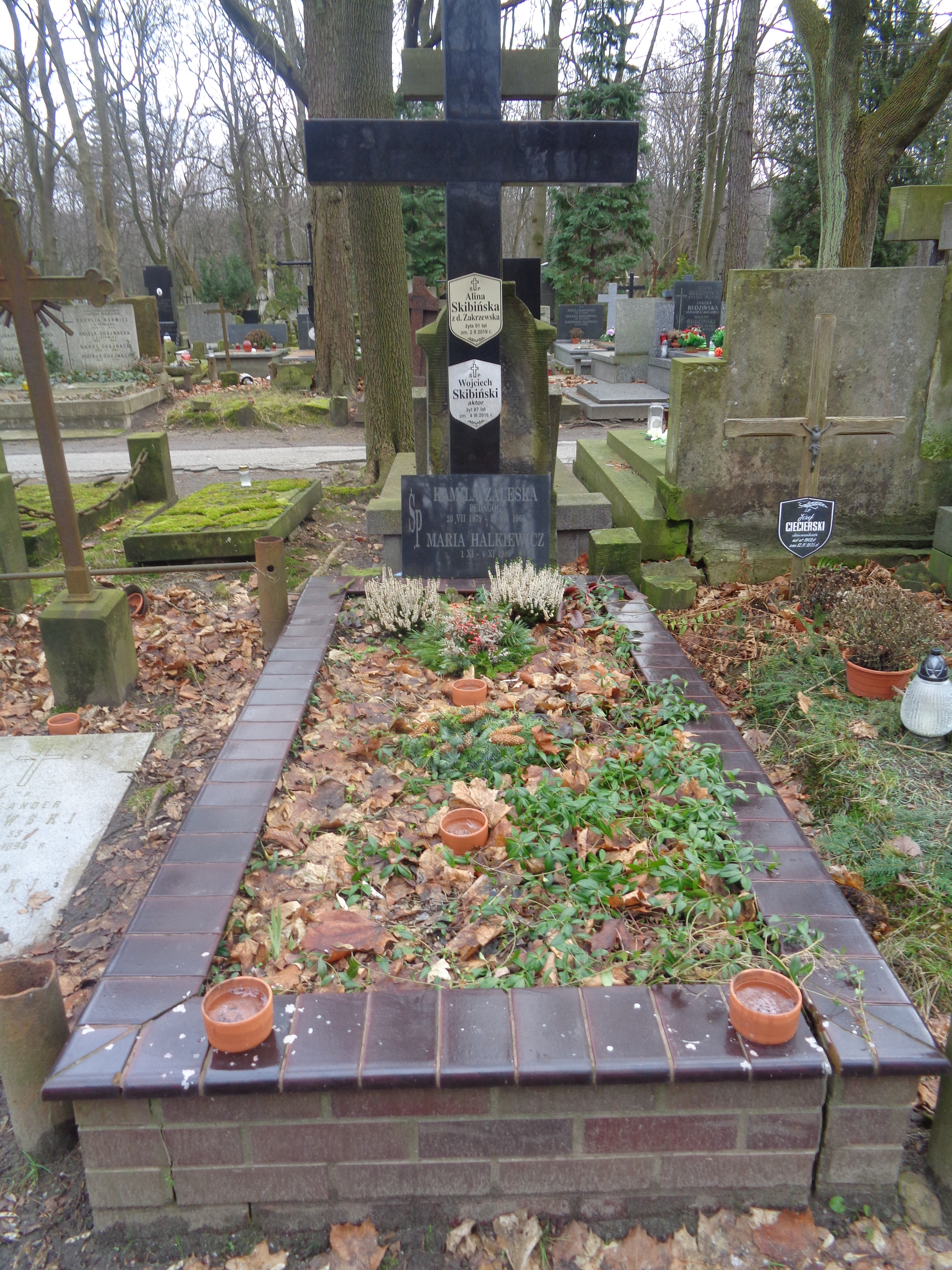
Grób Wojciecha Skibińskiego na Cmentarzu Powązkowskim

Wojciech Jakub Skibiński (ur. 31 marca 1929 w Siąszycach, zm. 4 marca 2016 w Warszawie) – polski aktor i reżyser.

## Życiorys
Urodził się w Siąszycach w powiecie konińskim jako syn Reginy i Mieczysława Skibińskich. W wieku 21 lat zadebiutował w roli Słomiaczka w przedstawieniu O krasnoludkach i sierotce Marysi Marii Konopnickiej (1950) w reż. Marii Leonii Jabłonkówny w Teatrze Nowej Warszawy, gdzie w latach 1950–1955 był adeptem. W 1955 zdał eksternistyczny egzamin aktorski, a w 1971 ukończył studia reżyserskie w warszawskiej Państwowej Wyższej Szkole Teatralnej. 
Był związany z teatrami warszawskimi: Operetce (1955–1958, 1964, 1966), Współczesnym (1967–1969), Ateneum (1987), Powszechnym (1991), Sceną Prezentacji (1994), Dramatycznym (2002–2003) i Montownia (2007). Występował także w teatrach: Artos w Łodzi (1953), Dramatycznym im. Aleksandra Węgierki w Białymstoku (1959–1961), Dolnośląskim w Jeleniej Górze (1970), im. Aleksandra Fredry w Gnieźnie (1976),  im. Jerzego Szaniawskiego w Płocku (1978–1981) i Teatrze im. Juliusza Słowackiego w Krakowie (2002).
Kinomanom stał się znany z ról drugoplanowych i epizodycznych, w tym jako podchorąży Krawczyk w komediodramacie Andrzeja Munka Zezowate szczęście (1960), major z kinematografu w komedii Janusza Majewskiego C.K. Dezerterzy (1985), ojciec Merlin w komedii Radosława Piwowarskiego Pociąg do Hollywood (1987), dróżnik w dramacie kryminalnym Jacka Bromskiego Zabij mnie glino (1987) czy dozorca na zebraniu Stowarzyszenia Obrony Praw Ojca w dramacie Macieja Ślesickiego Tato (1995). Brał udział w w realizacjach Teatru Telewizji, w tym w komedii Józefa Ignacego Kraszewskiego Miód kasztelański (1964) w reż. Józefa Słotwińskiego, i słuchowiskach Teatru Polskiego Radia, m.in. w roli Eliaszenko w Ogniem i mieczem Henryka Sienkiewicza (1970), Nędznicy Wiktora Hugo (1973) w reż. Juliusza Owidzkiego czy jako chłop w Faraonie) Bolesława Prusa (1999) w reż. Andrzeja Zakrzewskiego. 
W 2012 zdobył świadectwo honorowego uznania jury za monodram Jak to było naprawdę na III Festiwalu Monodramów MONOwMANU w Łodzi.
Był żonaty z Aliną, z którą miał syna Łukasza i dwie córki – Agnieszkę i Beatę.
Zmarł 4 marca 2016 w wieku 87 lat. Pogrzeb aktora odbył się 11 marca w Warszawie. Po mszy świętej w kościele św. Michała Archanioła przy ul. Puławskiej 95 został pochowany na cmentarzu Powązkowskim (kwatera 252-2-15).

## Filmografia
- 1960: Zezowate szczęście jako podchorąży Krawczyk
- 1962: Jak być kochaną jako aktor rozmawiający w kawiarni o Rawiczu, później członek sądu koleżeńskiego
- 1964: Rękopis znaleziony w Saragossie jako sługa Van Wordena
- 1965: Trzy kroki po ziemi jako rozmawiający na holu sądowym
- 1965: Błękitny pokój jako huzar
- 1967: Szach i mat! jako obserwujący grę Bartolomea z Anlikiem
- 1970: Album polski jako lekarz
- 1974: 40-latek jako Rubinowicz, kolega Karwowskiego ze szkoły (odc. 5)
- 1976: Przepłyniesz rzekę jako człowiek przynoszący koce
- 1976: Motylem jestem, czyli romans 40-latka jako urzędnik oglądający telewizję razem z ministrem Zawodnym
- 1980: Ciosy
- 1981: Murmurando
- 1981: Klejnot wolnego sumienia
- 1982: Punkty za pochodzenie jako członek komisji egzaminacyjnej w szkole teatralnej
- 1983: Niedzielne igraszki jako kierowca z TPD
- 1983: 6 milionów sekund jako Korban (odc. 4 i 9)
- 1984: Sprawa osobista jako pasażer w pociągu do Wiednia, właściciel łopatki do ciasta
- 1985: Żuraw i czapla jako nauczyciel w liceum Marcina
- 1985: Sam pośród swoich jako chłop
- 1985: Maratończyk jako pan Eugeniusz
- 1985: Kochankowie mojej mamy jako sierżant
- 1985: Dziewczęta z Nowolipek
- 1985: C.K. Dezerterzy jako major z kinematografu
- 1986: Zmiennicy jako dozorca na Ursynowie (odc. 14)
- 1986: Tulipan jako milicjant konwojujący „Tulipana” do Kamienia Pomorskiego (odc. 6)
- 1987: Zabij mnie glino jako dróżnik
- 1987: Wielki Wóz jako polski robotnik
- 1987: Rzeka kłamstwa jako żebrak (odc. 1)
- 1987: Pociąg do Hollywood jako ojciec Merlin
- 1987: Kingsajz jako mówca przemawiający w imieniu sekcji koźlaków
- 1987: Dorastanie jako gospodarz (odc. 2)
- 1987: Brawo, mistrzu jako portier w domu starców
- 1988: Pomiędzy wilki jako przedstawiciel rządu brytyjskiego na uroczystości odznaczenia pilotów
- 1988: Mistrz i Małgorzata jako portier w „Domu Gribojedowa” (odc. 1)
- 1988: Król komputerów jako listonosz
- 1988: I skrzypce przestały grać jako policjant
- 1988–1990: W labiryncie jako właściciel punktu dorabiania kluczy
- 1989: Ostatni dzwonek jako nauczyciel fizyki
- 1989: Odbicia jako pielęgniarz
- 1989: Lawa jako Diabeł II w „Śnie Senatora”
- 1989: Kawalerki jako Jerzy, teść Irka
- 1990: Świnka jako farmer Abel Hoodson
- 1990: Piggate jako farmer Abel Hoodson
- 1990: Korczak jako policjant żydowski
- 1990: Jan Kiliński jako mieszczanin
- 1990: Femina jako ojciec Bogny
- 1990: Europa, Europa jako aresztowany
- 1990: Dom na głowie jako pan od fizyki (odc. 6)
- 1991: Odjazd jako pan Gienek, pensjonariusz Domu Rencisty
- 1991: Dwie drogi jako fotograf
- 1991: Bonne chance Frenchie jako Charles
- 1993: Żywot człowieka rozbrojonego jako urzędnik (odc. 1)
- 1993: Pora na czarownice jako portier
- 1993: Polski crash jako właściciel pensjonatu
- 1993: Kraj świata jako mężczyzna w kolejce po paszport
- 1993: Kolejność uczuć jako portier w hotelu „Piast”
- 1993–1994: Zespół adwokacki jako notariusz
- 1994: Zawrócony jako biskup
- 1994: Panna z mokrą głową jako krawiec (odc. 4)
- 1994: Oczy niebieskie jako działacz Ligi Kobiet we śnie
- 1994: Jest jak jest jako chórzysta Boguś, kolega Dumowicza
- 1995: Tato jako dozorca na zebraniu Stowarzyszenia Obrony Praw Ojca
- 1995: Spółka rodzinna jako oskarżony (odc. 14)
- 1995: Odjazd jako pan Gienek, pensjonariusz Domu Rencisty
- 1995: Maszyna zmian jako notariusz (odc. 1)
- 1996: Wirus jako administrator domu dziecka liczący sanki
- 1996: Honor dla niezaawansowanych jako szewc Adam Jellinek (odc. 3)
- 1996: Ekstradycja 2 jako parkingowy (odc. 2)
- 1996: Autoportret z kochanką jako narzeczony ciotki
- 1997: Musisz żyć jako ojciec narkomana, uczestnik spotkań w „Powrocie z U.”
- 1997: Boża podszewka jako woźny sądowy
- 1998: Złoto dezerterów jako zawiadowca stacji
- 1998: Miodowe lata jako pan Stasio (odc. 2)
- 1998: Kronikarz. Rzecz o Bolesławie Prusie jako Gustaw Doliński
- 1998: Gosia i Małgosia jako Kmiecik, strażnik w Muzeum Narodowym
- 1998: Ognisty jeździec jako doktor Muller
- 1998: 13 posterunek jako wrzucany do schronu (odc. 12)
- 1999: Tygrysy Europy jako Stanisław Kmiecik, ogrodnik w rezydencji Nowaków
- 1999: Krugerandy jako „Skwarek”, nocny stróż w szkole
- 1999: Fuks jako staruszek z psem na ulicy
- 2001: Marszałek Piłsudski jako PPS-owiec (odc. 2)
- 2002: Haker jako profesor Brzósko-Suchacki, członek komisji maturalnej
- 2003: Zróbmy sobie wnuka jako pracownik stacji benzynowej
- 2003: Ubu Król jako członek świty królewskiej
- 2003: Tygrysy Europy 2 jako Stanisław Kmiecik, ogrodnik w rezydencji Nowaków
- 2003: Na dobre i na złe jako sąsiad Mejera (odc. 131)
- 2004: Wesele jako Wincenty Mróz, dziadek Kaśki
- 2004–2006: Bulionerzy jako portier Ostrowski „Dziadek”
- 2005: Pensjonat pod Różą jako aktor Witold (odc. 84 i 85)
- 2006: Kryminalni jako Janaszek, były milicjant (odc. 42)
- 2006: Francuski numer jako kandydat na pasażera Magdy
- 2007: Wino truskawkowe jako kościelny
- 2007: Ogród Luizy jako Czesio, pensjonariusz szpitala psychiatrycznego
- 2007: Niania jako Stanisław (odc. 67)
- 2007: Mamuśki jako urzędnik USC (odc. 4 i 6)
- 2007: Ekipa jako mieszkaniec Pułtuska (odc. 4)
- 2008: Ojciec Mateusz jako Nowak (odc. 9)
- 2008: Hotel pod żyrafą i nosorożcem jako pacjent Kazimierz (odc. 10)
- 2008: Glina jako działkowiec (odc. 21)
- 2008: Faceci do wzięcia (odc. 72)
- 2008: Czas honoru jako zegarmistrz Skierko
- 2009: Rewers jako portier
- 2009: Na dobre i na złe jako Józef Stolarek (odc. 384)
- 2010: Świat według Kiepskich jako Koszałkowski (odc. 324 i 331)
- 2010: Ratownicy jako ratownik Leon Cichocki (odc. 12)
- 2011: Pokaż kotku, co masz w środku jako strażnik w szpitalu
- 2011: Ojciec Mateusz jako Józef, dziadek Patryka (odc. 85)
- 2011: Instynkt jako klient w salonie (odc. 8)
- 2012: Piąty Stadion jako dziadek (odc. 28)
- 2015: Strażacy jako mieszkaniec kamienicy na wózku inwalidzkim (odc. 7)

## Odznaczenia
- Brązowy Krzyż Zasługi (1980)